# شاحنة داتسن
شاحنة داتسن هي سيارة مدمجة من صناعة داتسون، نيسان موتورز أنتجت في 1955.